# Bettina Schmidt-Czaia

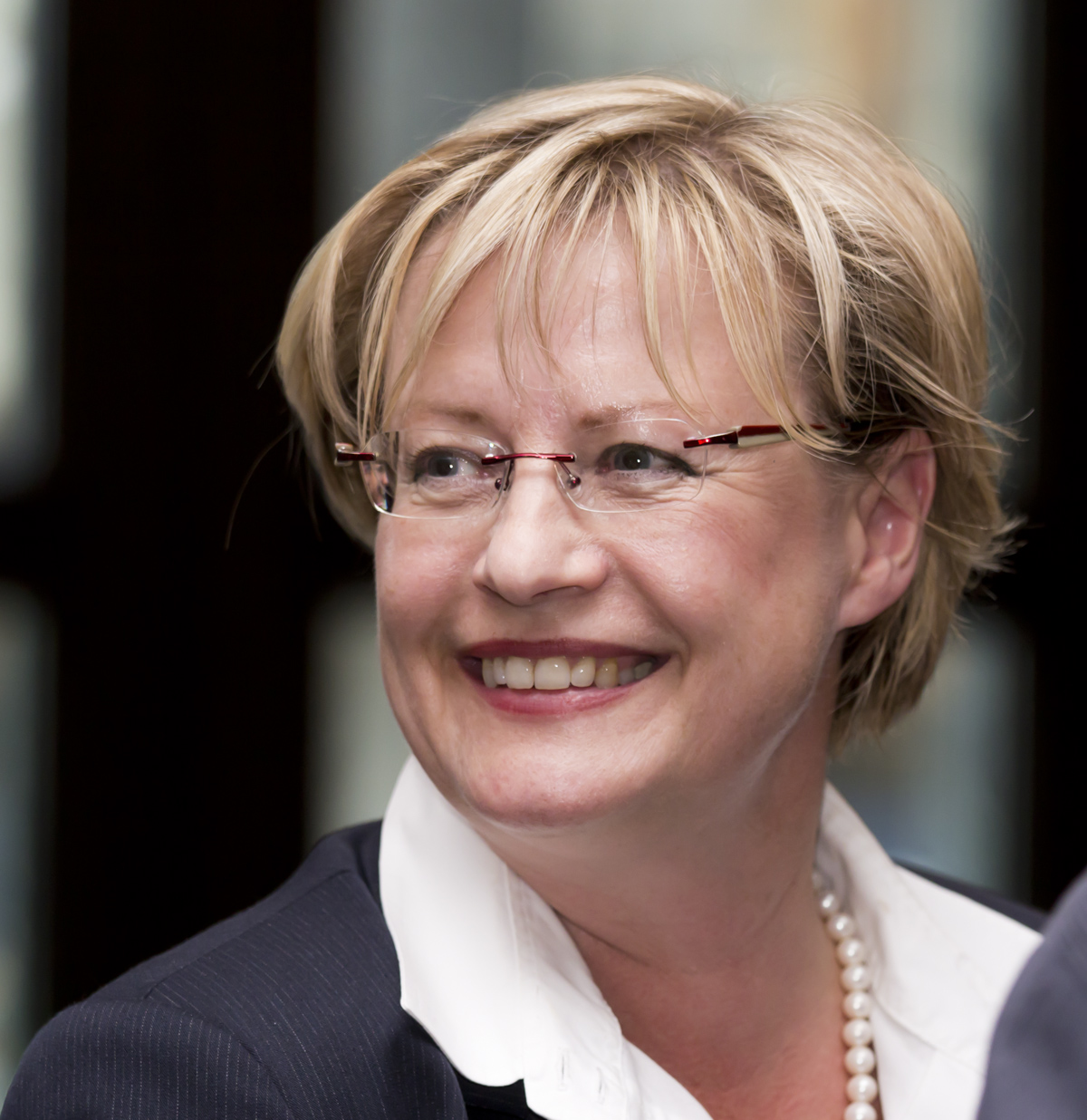
Bettina Schmidt-Czaia, 2012

Bettina Schmidt-Czaia (* 1960 in Gütersloh) ist eine deutsche Historikerin und Archivarin. Seit November 2005 ist sie Leiterin, seit November 2006 leitende Archivdirektorin des Historischen Archivs der Stadt Köln. Ende Juni 2025 trat sie in den Ruhestand.

## Leben
Schmidt-Czaia studierte Germanistik und Geschichte auf Lehramt an der Westfälischen Wilhelms-Universität Münster und wurde dort 1992 bei Peter Johanek mit einer Arbeit über das Wiedenbrücker Kollegiatstift St. Aegidii et Caroli Magni in Spätmittelalter und Früher Neuzeit promoviert. Von 1988 bis 1993 war sie zudem wissenschaftliche Mitarbeiterin bei den Monumenta Germaniae Historica. 1997 wurde sie Archivrätin, 2001 stellvertretende Leiterin des niedersächsischen Staatsarchivs Osnabrück; dort war sie auch fünf Jahre lang Vorsitzende des Personalrats. Ab dem 1. Oktober 2002 leitete sie bis zu ihrem Wechsel zum Kölner Stadtarchiv 2005 das Stadtarchiv Braunschweig.
Die Übernahme der Leitung des Kölner Stadtarchivs 2005 fiel in eine Zeit, in der die Institution über Jahre personell unterbesetzt und räumlich bereits am Rande der Aufnahmekapazitäten war. In der Amtszeit ihres Vorgängers war der Stellenplan städtischerseits von ursprünglich 67 Stellen (1973) auf 26 (2005) reduziert worden. Leitung und weitere leitende Positionen waren bereits über einen längeren Zeitraum vakant geblieben, u. a. die der Leitung der Restaurierungswerkstatt. Im ersten halben Jahr ihrer Amtszeit besetzte Schmidt-Czaia drei Stellen neu, erreichte den Anschluss der Mitarbeiterarbeitsplätze an das Internet und ging das Thema Archivierung digitaler Bestände an. Sie etablierte die Nutzung einer Erschließungssoftware und konnte bis zum Jahr 2008 das Team auf 38 Mitarbeiterinnen und Mitarbeiter erweitern und die Nutzungszahlen auf rund 6000 Benutzungen erhöhen. Bis 2009 war das Team insgesamt um 19 Neueinstellungen gewachsen und man war „massiv“ in die Retrokonversion bzw. Digitalisierung der vorhandenen analogen Findmittel eingestiegen. Gespräche über einen möglichen Neubau aufgrund der bereits überschrittenen Lagerkapazitäten hatten begonnen.
Eines ihrer wichtigsten Anliegen in der Entwicklung des Stadtarchivs war und ist die Entwicklung zu einem „Bürgerarchiv“, also die Öffnung der Institution über die „traditionellen wissenschaftlichen Benutzergruppen“ hinaus für breitere Zielgruppen.
Den Einsturz des Stadtarchivgebäudes am 3. März 2009 erlebte Schmidt-Czaia direkt mit; da sie sich zum Zeitpunkt des Unglücks im hinteren Teil des Gebäudes befand, konnte sie sich durch den hinteren Ausgang retten. Durch die Katastrophe veränderten sich die Aufgaben von Archivleitung und Mitarbeitenden fundamental. Der Fokus liegt – nach der unmittelbaren Bergung der Archivalien und der Hilfekoordination – seither primär auf Bestandserhalt, Restaurierung und Wiederherstellung von Bestandskontexten und nicht zuletzt der Planung eines Archivneubaus. Hinzu kamen zusätzliche Anforderungen im Bereich Öffentlichkeitsarbeit und die Betreuung von Vor- und Nachlassgebern, die durch den Einsturz Zerstörung an ihrem Eigentum erlitten haben. 2012 beschäftigte Schmidt-Czaia insgesamt 140 Mitarbeiter, von denen siebzig in der Bestandserfassung in den so genannten Asylarchiven tätig waren, die die geborgenen Archivalien temporär in ihre Räume aufgenommen hatten.
Die aufkommende Kritik von einzelnen Nachlassgebern an ihrer Betreuung durch das Archiv richtete sich teilweise auch gegen Schmidt-Czaia persönlich. Der in einem Artikel der Süddeutschen Zeitung von 2018 formulierte Vorwurf dagegen, im Vorfeld des Einsturzes trotz sich abzeichnender statischer Probleme des Gebäudes keine adäquaten Vorsorgemaßnahmen getroffen zu haben, wurde von zwei Mitgliedern der Bundeskonferenz der Kommunalarchive beim Deutschen Städtetag als „abwegig“ und „geradezu perfide“ zurückgewiesen. Die in dem genannten Bericht der Süddeutschen Zeitung wiedergegebene Kritik bezog sich darüber hinaus vor allem, genau wie knapp ein Jahr zuvor entsprechend schon in einem Artikel der Frankfurter Allgemeinen Zeitung, auf Schmidt-Czaias umstrittenen Führungsstil, der dieser Kritik zufolge u. a. „einen hohen Personal- und Ressourcenverschleiß mit sich bringe“.
Die durch die veränderten Arbeitsbedingungen gewonnenen Erfahrungen, etwa in Bergungslogistik, setzen Schmidt-Czaia und ihre Mitarbeiter inzwischen auch ein, um anderen Institutionen Hilfe zu leisten, so zuletzt 2018 nach dem Brand des brasilianischen Nationalmuseums in Rio de Janeiro.

## Auszeichnungen
Bettina Schmidt-Czaia wurde 2022 die Auszeichnung Kulturmanagerin*in des Jahres 2021 des 12. Kölner Kulturpreises vom Kölner Kulturrat verliehen, die sie am 30. Mai 2022 entgegengenommen hat.

## Mitgliedschaften
Bettina Schmidt-Czaia ist unter anderem Mitglied im Vorstand der Gesellschaft für Rheinische Geschichtskunde und des Braunschweigischen Geschichtsvereins sowie im Kuratorium für Vergleichende Städtegeschichte und im Beirat der Fachzeitschrift Geschichte in Köln. Seit 2005 bis zum Projektende 2008 gehörte sie der Atlaskommission des Geschichtlichen Atlasses der Rheinlande an. Schmidt-Czaia ist ferner Vorstandsmitglied des Architektur Forum Rheinland.

## Publikationen (Auswahl)
- Das Kollegiatstift St. Aegidii et Caroli Magni zu Wiedenbrück, 1250–1650 (= Osnabrücker Geschichtsquellen und Forschungen. Band 33). Verein für Geschichte und Landeskunde Osnabrück, Osnabrück 1994, ISBN 978-3-9800335-9-6.
- (Hrsg.): Esterwegen 1223 bis 1999. „Moor und Heide nur ringsum …?“ Im Auftrag der Gemeinde Esterwegen. Esterwegen 1999, ISBN 3-00-004441-8.
- Wilhelm Reinhard von Scheffert, genannt Weisweiler (1586–1648) und der Abzug der Hessen aus Ostfriesland. Ein emsländischer Gutsherr als Stickhausener Drost und ostfriesischer Gesandter bei den Friedensverhandlungen in Münster und Osnabrück. In: Emder Jahrbücher, Band 79, 1999, S. 158–186.
- mit Horst-Rüdiger Jarck, Annette Boldt-Stülzebach, Gudrun Fiedler: Von Otto bis Phaeno. Kleine braunschweigische Landesgeschichte für eine europäische Region. Appelhans Verlag, Braunschweig 2005, ISBN 978-3-937664-21-7.
- (Bearb.): Wenn man ein Haus baut, will man bleiben. Geschichte der Jüdischen Gemeinde Braunschweig nach 1945. Mit Beiträgen von Reinhard Bein, Gábor Lengyel, Jonah Sievers und Renate Wagner-Redding (= Quaestiones Brunsvicenses. Beiträge aus dem Stadtarchiv Braunschweig. Heft 15). Braunschweig 2005.
- Bettina Schmidt-Czaia (Hrsg.): Das Schatzhaus der Bürger mit Leben erfüllt – 150 Jahre Überlieferungsbildung im Historischen Archiv der Stadt Köln. Beiträge des Symposiums anlässlich des 150-jährigen Jubiläums am 19. Oktober 2007 (= Mitteilungen aus dem Stadtarchiv von Köln. Band 98). Historisches Archiv der Stadt Köln, Köln 2011, ISBN 978-3-928907-20-0.
- (Hrsg.) und Everhard Kleinertz (Bearb.): Akten der Kulturverwaltung der Stadt Köln 1880 bis 1930. Band 2 (= Mitteilungen aus dem Stadtarchiv von Köln. Band 101). Köln 2017, ISBN 978-3-928907-26-2.
- (Hrsg.): Willkommen im alten Köln – Geschichte(n) rund um die Stadtmauer. Beiträge des Begleitprogramms der Ausstellung (= Mitteilungen aus dem Stadtarchiv von Köln. Band 103). Köln 2018, ISBN 978-3-928907-36-1
- (Hrsg.): Am Strom. Köln und seine Häfen von der Antike bis in die Gegenwart (= Mitteilungen aus dem Stadtarchiv von Köln. Band 106). Köln 2021, ISBN 978-3-928907-45-3.
- (Hrsg.) und Werner Jung: Der Kölner Rat. Biografisches Lexikon. Band 2: 1919–1945, herausgegeben vom Historischen Archiv und dem NS-Dokumentationszentrum (= Mitteilungen aus dem Stadtarchiv von Köln, Band 110). Historisches Archiv Stadt Köln, ISBN 978-3-928907-52-1.
- (Hrsg.): Künstlerische Überlieferungen im Archiv (= Mitteilungen aus dem Stadtarchiv von Köln, Band 112). Köln 2023, ISBN 978-3-928907-55-2.